# Engelse Burgeroorlog
De Engelse Burgeroorlog is de oorlogsperiode in de koninkrijken Engeland, Schotland en Ierland tussen 1642 en 1651. Het verwijst naar de twee oorlogen (1642-1646 en 1648-1649) tussen de koningsgezinde aanhangers van Karel I van Engeland, de cavaliers, en de aanhangers van het parlement, de roundheads. Een derde oorlog (1649-1651) tussen de aanhangers van Karel II van Engeland en de verdedigers van het parlement eindigde met een beslissende overwinning van het parlement.
De burgeroorlog stelde het parlement dat voor die tijd veel rechten eiste van de koning, tegenover de koning die niets wilde geven aan het parlement. De onverzoenlijken vochten hun conflict militair uit en het parlement trok aan het langste eind. De oorlogen leidden tot de berechting en onthoofding van Karel I, de verbanning van zijn zoon Karel II en de vervanging van de monarchie en het Hogerhuis door het Engelse Gemenebest (1649-1653) en vervolgens het Protectoraat (1653-1659) onder de heerschappij van Lord Protector Oliver Cromwell. Een belangrijk precedent werd geschapen: de koning kende voortaan het gevaar van te willen regeren zonder parlement.

## Voorgeschiedenis

### Koning Karel I van Engeland

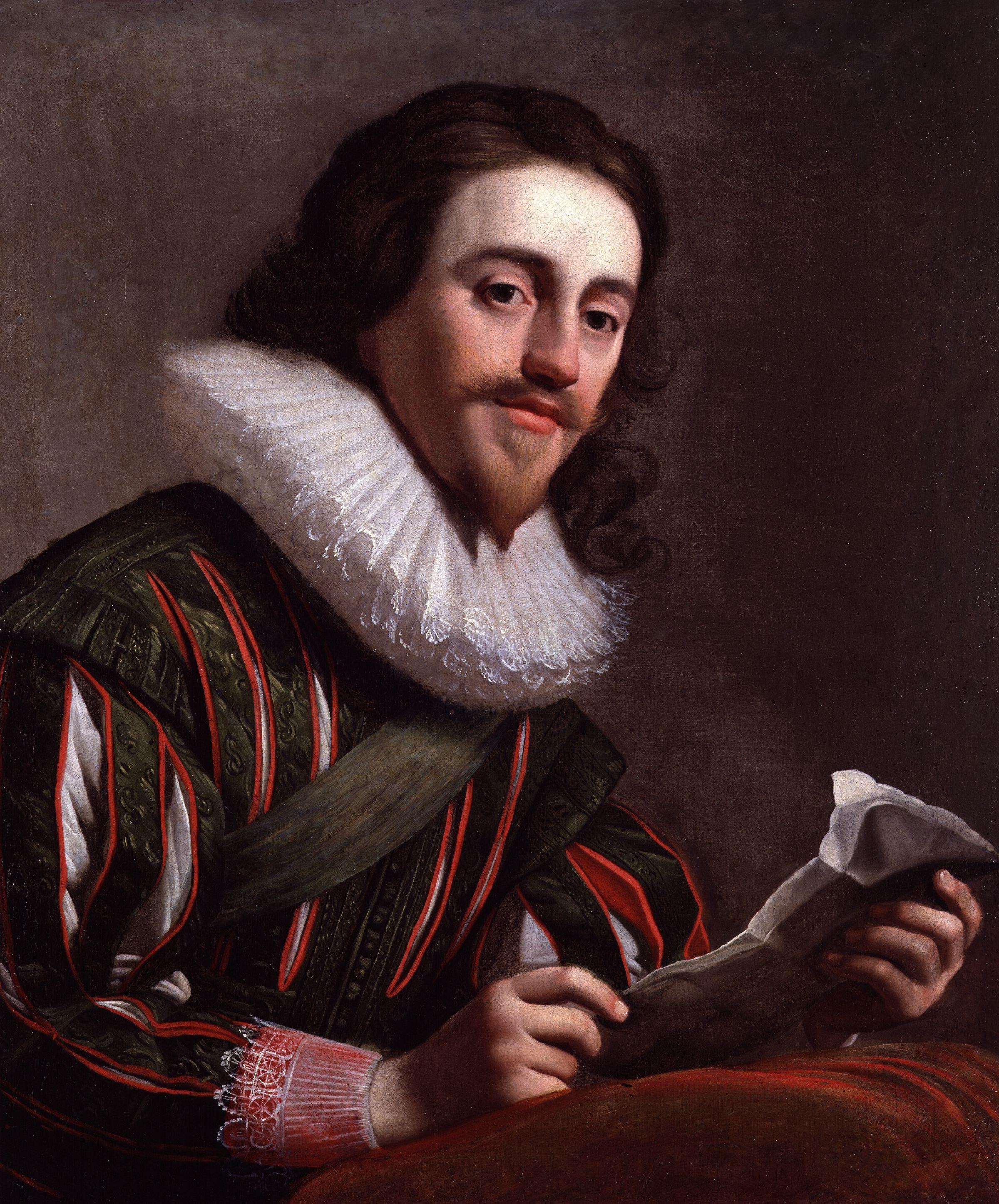
Karel I van Engeland

Conflicten tussen koning en parlement waren niet nieuw, maar onder Karel I van Engeland kwam het tot een burgeroorlog. Karel I besteeg de troon op 27 maart 1625. Hij kwam uit het Schotse Huis Stuart. De nieuwe koning was een vreemdeling in Engeland. Op 1 mei 1625 trouwde hij met de katholieke Henriëtta Maria van Frankrijk, zus van koning Lodewijk XIII van Frankrijk. Met de Franse koningin waren katholieke priesters en zelfs een speciale vertegenwoordiger van de paus aan het hof verschenen. De koningin mocht haar godsdienst vrij belijden, had een kapel in Londen open voor het publiek, ze werd bediend door een bisschop en 28 priesters. Veel protestanten waren beducht voor de invloed van de koningin. Al dadelijk bleek het wantrouwen van het House of Commons tegen de nieuwe koning. Hij verwierf de reputatie voor veinzerij en oneerlijkheid die bij hem bleef en die niet onverdiend was. 
Geldnood dwong Karel I in 1628 om het parlement bijeen te roepen. Engeland was met twee mogendheden in oorlog, Frankrijk en Spanje. Beide huizen vroegen de koning in een Petition of Right om voortaan af te zien van gevangenneming zonder vorm van proces, belastingheffing zonder parlementaire instemming, de procedure van krijgsrecht en van inkwartieren van troepen in privéhuizen. De koning moest wel toegeven en kreeg vervolgens zijn geld. De Petition of Right werd gestemd op 7 juni 1628. De manier waarop de koning zich tot het laatst toe verzette en zich daarna met listen en uitvluchten aan zijn gegeven woord probeerde te onttrekken, maakte echter een slechte indruk en beloofde niet veel goeds voor de toekomst. 
Op 3 maart 1629 stuurde Karel I het parlement voor de derde keer naar huis na 1625 en 1626. Hij wilde voorkomen dat de Commons vraagtekens zouden zetten bij de koninklijke douanerechten. Het was zijn bedoeling om het parlement nooit meer samen te roepen. Nu meende hij definitief van het parlement verlost te zijn en eindelijk als een absolute monarch te kunnen heersen. Hij zou elf jaar regeren zonder parlement. De koning heeft velen die politiek gewicht hadden, voor het hoofd gestoten. 
Karel I was een overtuigd protestant van de Anglicaanse Kerk. Hij steunde daarbij op de autoritaire en rechtse bisschop William Laud, later aartsbisschop van Canterbury. Beiden hadden langdurige engagementen om de Schotse godsdienst in de lijn van de Engelse praktijken te brengen. Hij drong de puriteinen de traditionele liturgie op in samenwerking met Laud. De koning redde zich financieel met het controversieel scheepsgeld. Van oudsher werden alleen havensteden geacht daarvoor een bijdrage op te brengen. In 1635 breidde hij het scheepsgeld uit tot het hele koninkrijk. Hij maakte er een jaarlijkse belasting van. Karel I breidde zijn Royal Navy meer uit voor persoonlijke trots dan voor verdediging. Om de schatkist te spekken deed de koning ook beroep op buitenparlementaire inkomsten zoals oude feodale rechten, het verkopen van monopolies, afgedwongen leningen en benevolences, het afpersen van ‘welwillend toegestane’ geldsommen. Wie weigerde te betalen, ging zonder proces naar de gevangenis. Er werd geklaagd dat zelfs de wet niet voldoende bescherming bood aan het bezit.

### Schotse en Ierse opstanden
Midden 1637 voerden Karel I en Laud het Book of Common Prayer in in Schotland. Het Schotse Book week nauwelijks af van het Engelse voorbeeld. Toen in juli 1637 die liturgie voor het eerst gebruikt werd in de St Giles' Cathedral in Edinburgh, brak er tumult uit in de kerk. De presbyteriaanse Schotten rebelleerden tegen de nieuwe liturgie. Het geweld verspreidde zich over de stad, naar de Lowlands en weldra was heel Schotland in opstand tegen het anglicaanse en Engelse Prayer Book. Op 28 februari 1638 werd de National Covenant formeel aangenomen in Schotland, een plechtig verbond tot herstel van de ware protestantse godsdienst. De Schotse kerk schafte eigenmachtig de bisschoppen weer af.
In 1639 trok Karel I met een moeizaam bijeengeraapt leger naar de Schotse grens voor de Bisschoppenoorlogen, maar tot meer dan schermutselingen kwam het niet in de Eerste Bisschoppenoorlog. De kwaliteit van de koninklijke troepen liet veel te wensen over. In uitzonderlijke omstandigheden moest het parlement om bijkomende belastingen verzocht worden. Karel I liet de daadkrachtige gouverneur van Ierland, Thomas Wentworth, graaf van Strafford, overkomen. Zijn adviseurs raadden de koning aan om het parlement opnieuw samen te roepen. Ze vertrouwden erop dat het parlement zou meewerken tegen de nationale vijand Schotland. Het werd een fatale misrekening. Op 13 april 1640 opende het Short Parliament. Het parlement zou zijn macht tonen en flink afrekenen met de misbruiken van de vorige jaren. De puriteinen vormden een invloedrijke minderheid die het parlement op sleeptouw nam. De puriteinse strateeg John Pym, die naar voren kwam als leider van de Commons, sprak over de natuur van parlementaire autoriteit. Hij bracht een nieuwe bestuurstheorie zonder het goddelijk recht van de koningen te vermelden. De klachten over elf jaar stilte werden nu aanvallen op het scheepsgeld, monopolies, boswet en andere maatregelen opgelegd door de koning. Het parlement wilde de berechting van gehate ministers en principiële verklaringen over de suprematie van het parlement. Gevraagd om geld voor een nieuwe veldtocht tegen de Schotten, eiste de Commons onder leiding van John Pym eerst herstel van de diverse burgerlijke en kerkelijke grieven van de natie. Na drie weken ontbond de koning het Short Parliament op 5 mei 1640.
Ondertussen gingen de Bisschoppenoorlogen verder. Op 17 augustus 1640 stak het Schotse leger de rivier Tweed over in de Tweede Bisschoppenoorlog. Deze oorlog verliep rampzalig voor de koning. Zijn troepen waren niet opgewassen tegen de Schotten. Op 30 augustus 1640 namen de Schotten Newcastle in en bezetten het noorden van Engeland. Karel I moest op 28 oktober 1640 een vernederende wapenstilstand sluiten met de Covenanters. Door de militaire dreiging van het Schotse leger was de koning verplicht om op 3 november 1640 het Long Parliament te openen. In de Commons bestond de overweldigende meerderheid uit tegenstanders van de koninklijke politiek. De Commons beten onmiddellijk van zich af en versterkten hun positie:

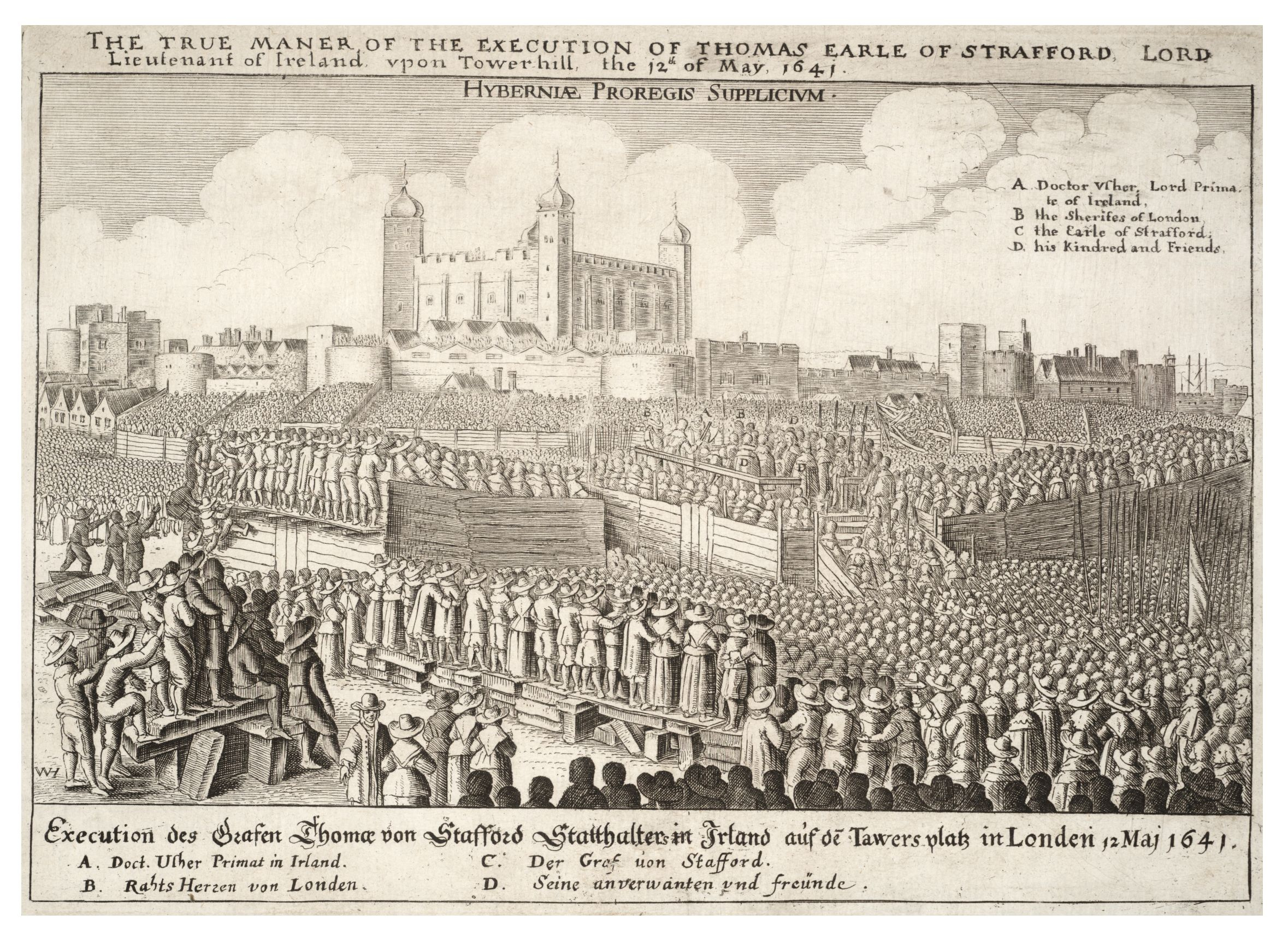
Terechtstelling van Thomas Wentworth

- Aartsbisschop William Laud, de religieuze rechterhand van Karel I, werd in beschuldiging gesteld en gearresteerd op 18 december 1640. Laud voerde kerkhervormingen door die meer weg hadden van de katholieke gewoonten dan die van het protestantisme. De prachtige ceremonies stonden haaks op de protestantse soberheid. Het heette dat hij een andere godsdienst wilde invoeren.
- Thomas Wentworth, graaf van Strafford, de voornaamste raadgever van Karel I, werd ook aangepakt. Toen de impeachmentprocedure dreigde te mislukken, stemde het Hogerhuis op 8 mei 1641 snel een bill of attainder. Op 12 mei werd hij al terechtgesteld. Wentworth had in Ierland een leger op de been gebracht tegen de Schotten. Hij werd ervan beschuldigd dit te willen gebruiken om Engeland tot gehoorzaamheid te dwingen. Dat gold als hoogverraad.
- Het parlement bleef in sessie tot het zijn eigen ontbinding stemde. Op 5 mei 1641 besliste het parlement dat alleen het parlement zichzelf kon ontbinden. Voorheen deed de koning dat. Het parlement kreeg een permanent bestaan dat het nog nooit gehad had.
- Puritein John Pym stelde in juni 1641 tien maatregelen voor om de parlementaire controle op het hof en de raad van de koning te vergroten. De koning werd ontdaan van zijn koninklijk prerogatief. De buitenparlementaire inkomsten werden onwettig verklaard en de prerogatieve rechtbanken werden afgeschaft.

Op 23 oktober 1641 kwamen ook de Ierse katholieken in opstand tegen hun Engelse overheersers. De Ieren richtten een bloedbad aan onder de Engelse en Schotse kolonisten. Het was het begin van de Ierse Confederate Wars. De Ieren hadden het succes van de Schotse opstand gezien. In Engeland was men het oneens over de aanpak van de Ierse opstand. Het parlement wilde niet betalen voor een beter koninklijk leger dat de koning later ook tegen het parlement zou kunnen gebruiken. Karel I weigerde nog steeds om politieke eisen van het parlement in te willigen. Op 22 november 1641 keurde de Commons de Grand Remonstrance goed. Deze eisenbundel bevatte 204 klachten over de buitenlandse, religieuze, wettelijke en financiële politiek van de koning. Het document vroeg ook dat alle bisschoppen uit het parlement zouden worden gezet.
Op 4 januari 1642 kwam koning Karel I persoonlijk naar het Lagerhuis met 400 soldaten om John Pym en vier van zijn belangrijkste medestanders te arresteren en te beschuldigen van hoogverraad. Hij achtte de vijf parlementsleden verantwoordelijk voor alle problemen met het parlement. De vijf gezochten waren echter gewaarschuwd en in de City van Londen ondergedoken. De andere Commons zochten nu een toevlucht in het Londense stadhuis. De koning had de parlementaire onschendbaarheid geschonden. Het kwam tot een vertrouwensbreuk met de parlementsleden en de burgers van Londen. Londen was in oproer. Karel I voelde dat de grond te heet werd onder zijn voeten. Zijn veiligheid was niet langer verzekerd. Op 10 januari 1642 ontvluchtte Karel I met zijn familie Londen voor Hampton Court Palace.

## Eerste Engelse burgeroorlog (1642-'46)

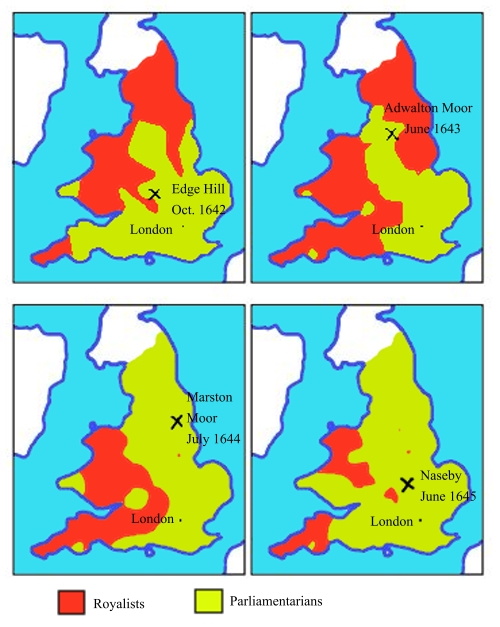
Frontverloop in 1642-1645:
koningsgezinden
parlementsgezinden

Koning Karel I ging in het land steun zoeken voor een gewapende strijd tegen het parlement. Op 22 augustus 1642 plantte hij de koninklijke standaard in Nottingham en liet een oorlogsverklaring voorlezen. Ondertussen had het parlement niet stil gezeten. Ze vroegen de graafschappen om een defensieve positie aan te nemen en hun eigen lieutenant-generals te benoemen in plaats van de getrouwen van de koning. In mei 1642 rekruteerde het parlement 16.000 soldaten en in juli 1642 werd Robert Devereux, graaf van Essex, aan het hoofd van het parlementaire leger geplaatst. De burgeroorlog kon beginnen. 
De burgeroorlog zorgde voor een scheuring in de Engelse maatschappij tussen koningsgezinden en parlementsgezinden. Elke streek, stand, graafschap, stad, familie moest een kant kiezen en spleet op de pijnlijkste manier het land in twee. In het algemeen schaarde het noordwesten en het platteland zich achter de koning, terwijl het meer ontwikkelde zuidoosten en de Midlands met inbegrip van Londen en de stedelijke en industriële milieus de parlementaire zaak ondersteunde. Karel I vestigde zijn hoofdkwartier in de meest royalistische stad Oxford; het parlement bleef in Londen. Voor moderne begrippen waren het tamelijk kleine legers van koningsgezinden en parlementsaanhangers. De beide legers hadden een gelijke sterkte. Tegen 1644 haalden ze een niveau boven 30.000 man aan beide zijden. Het royalistische plan was om Londen in te nemen vanuit het noorden en het westen. Alleen in het eerste oorlogsjaar was het leger van Karel I in staat een aanval richting Londen te doen.

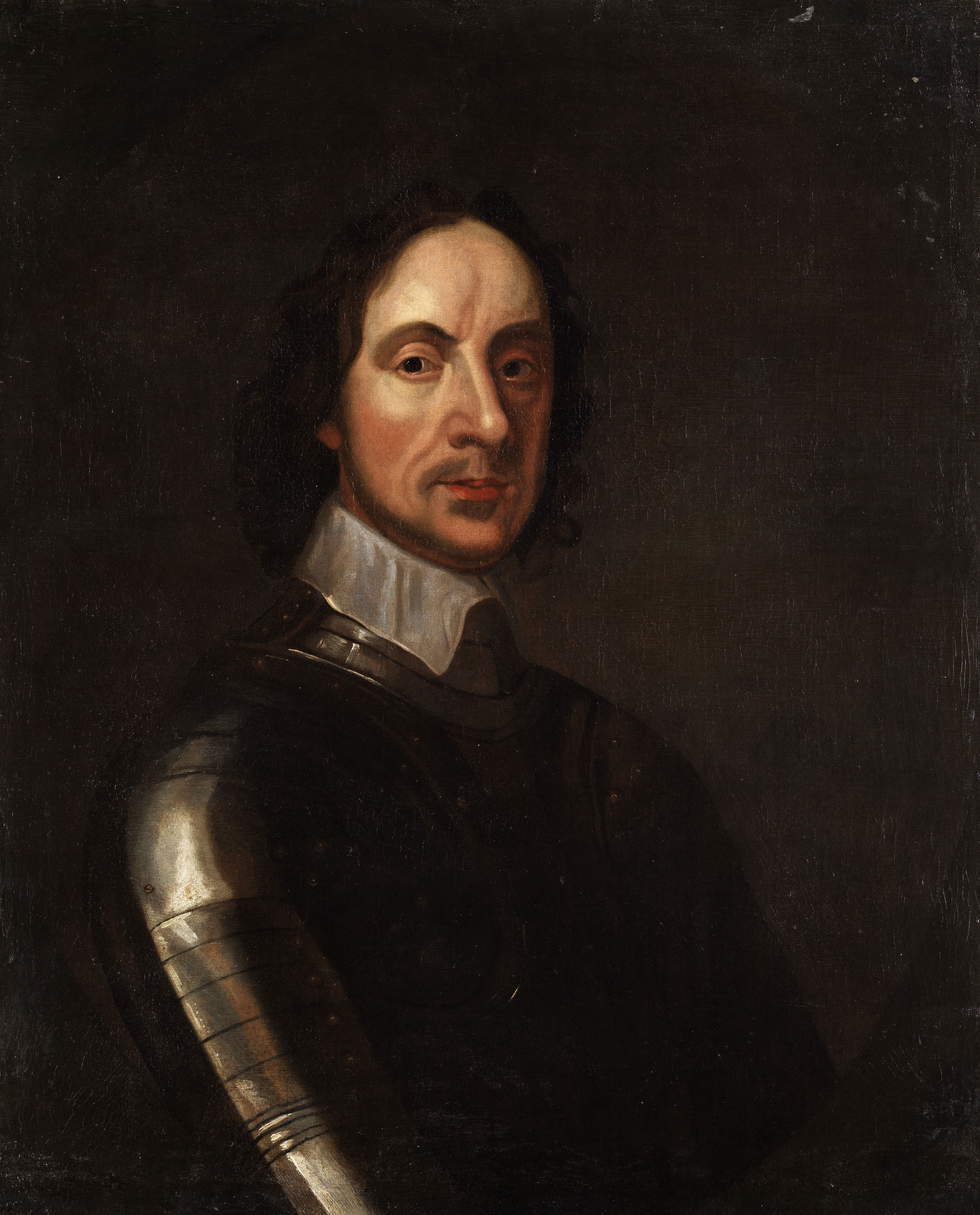
Oliver Cromwell

Op 23 oktober 1642 vond de eerste slag plaats, de slag van Edgehill. In 1643 probeerde de koning langs vele kanten Londen in te nemen. De veldslagen waren klein en dikwijls onbeslist. De slag bij Marston Moor van 2 juli 1644 werd een keerpunt in de oorlog. 4.000 royalisten kwamen om met een hoog aandeel van officieren. York en Newcastle gaven zich over. Het was een aanzienlijke overwinning voor het parlement. Officier Oliver Cromwell kreeg een vooraanstaande positie in het leger en in het parlement. Op 10 januari 1645 werd aartsbisschop William Laud zonder proces geëxecuteerd op bevel van het parlement. 
Op 17 februari 1645 werd het New Model Army opgericht. Oliver Cromwell had al een eigen regiment van ‘godly men’ gevormd en had ervaring met het herorganiseren van verschillende legers tot een coherente gevechtseenheid. Toen een parlementair comité besliste om een model voor het hele leger te overwegen, rook Cromwell zijn kans. Voor hem was zijn eigen regiment van ‘godly men’ het meest geschikt om met fanatisme het leger te motiveren. Het New Model Army was een mengeling van oudere regimenten met 22.000 goed getrainde, uitgeruste en betaalde soldaten. Het leger werd georganiseerd op nationale basis en gezuiverd van onbekwame aristocratische officieren. De bevelhebber werd Thomas Fairfax; Oliver Cromwell werd tweede in lijn. Robert Devereux werd uit zijn positie ontzet, omdat hij de koning ontzag. Velen in het leger waren sterk religieus gemotiveerde independentisten en puriteinen. Het New Model Army werd een politieke factor van belang. Het parlement zou zich moeten onderwerpen aan de politieke beslissingen van het leger. De politiek werd dikwijls bepaald vanuit militaire kringen. 
Het New Model Army onderging op 14 juni 1645 zijn eerste grote test. De slag bij Naseby was een verwoestende en beslissende nederlaag voor Karel I. De geheime correspondentie van de koning viel in handen van zijn tegenstanders. In Schotland was tezelfdertijd een royalistisch leger actief. De koning hoopte dat een Iers leger aan zijn kant zou interveniëren. Hij had toezeggingen gedaan aan Ierse katholieken. Toen dit na Naseby bekend werd, werd de zaak van de koning nog hopelozer. Op 10 juli 1645 bewees het New Model Army opnieuw zijn waarde in de slag bij Langport, de laatste grote veldslag van de burgeroorlog. De gevechten in de laatste maanden van de oorlog waren sporadisch en onsamenhangend. 
Op 5 mei 1646 gaf koning Karel I zich over aan een Schots leger in Newark-on-Trent. Hij dacht daar de meest aanvaardbare voorwaarden te krijgen. De Eerste Engelse burgeroorlog eindigde op 24 juni 1646 met de capitulatie van Oxford. Na onderhandelingen trokken de Schotten zich in januari 1647 terug uit Newcastle en leverden Karel I uit aan het parlement. De 18.000 soldaten van het New Model Army stapten Londen binnen. De koning ontsnapte uit Hampton Court Castle naar het eiland Wight. Hij werd naar Carisbrooke Castle gebracht onder bewaking. In deze periode brak Cromwell met de koning en sympathiseerde hij met radicalere anti-monarchisten. De onderhandelingen met Karel I sleepten zich lange tijd voort en liepen uiteindelijk op niets uit. Het parlement brak met de koning en deed geen voorstellen meer aan hem. Op 17 januari 1648 stemde het parlement de Vote of No Adresses en onderbrak daarmee alle onderhandelingen met Karel I.

## Tweede Engelse burgeroorlog (1648-49)
In de zomer van 1648 begon de Tweede Engelse burgeroorlog. Het was geen echte oorlog, maar een reeks van versplinterde opstanden en uitbarstingen. Zonder een coherente strategie waren de royalisten geen partij voor het New Model Army. De opstanden werden onderdrukt en Cromwell bracht de collaborerende Schotten een verpletterende nederlaag toe. De slag bij Preston van 17 tot 19 augustus 1648 was een nieuwe overwinning voor zijn leger en tevens het einde van de Tweede Engelse burgeroorlog. Er volgden nog enkele afrekeningen. De tweede burgeroorlog was uitgevochten met een grotere bitterheid en gewelddadigheid dan de eerste. Er was geen plaats meer voor genade. 
Sinds zijn overlevering van de Schotten aan het parlement was koning Karel I altijd een gevangene geweest. In de loop van de tweede burgeroorlog ondernam hij verscheidene mislukte pogingen om te ontsnappen uit Carisbrooke Castle. De koning was bevreesd voor de groeiende macht van het leger en wilde tot een akkoord komen met het parlement. Cromwell geloofde niet meer in een akkoord met de koning. Nu eiste het leger zijn berechting, omdat men niet op zijn woord kon vertrouwen en hij schuldig was aan alle geweld en bloedvergieten. De legerleiders Cromwell en Ireton aanvaardden het idee van berechting niet tot november 1648. De koning werd opgepakt in het midden van onderhandelingen met het parlement en manu militari naar Londen gebracht.

## Rechtszaak tegen koning Karel I
In het parlement was het geen uitgemaakte zaak dat het tot een rechtszaak tegen koning Karel I zou komen. Alle parlementsleden wisten dat de berechting van de koning zou leiden naar de doodstraf. Daarom bleven ze tegen beter weten in oeverloos onderhandelen met de koning. Het parlement wist niet wat ze met hem moesten aanvangen. Er kwam maar geen beslissing, omdat het onduidelijk was hoeveel parlementsleden voor of tegen de koning zouden stemmen. Er waren veel parlementsleden die het niet tot een rechtszaak wilden laten komen. Uiteindelijk voerde het New Model Army de druk op en forceerde de beslissing om de koning te berechten.
Op 6 december 1648 vond Pride’s Purge plaats. Kolonel Thomas Pride stond met een lijst namen voor de vergadering van de Commons om de aanhangers van de koning te verwijderen. Ongeveer 186 Members of Parliament werden verwijderd, 41 MP’s werden gearresteerd, 86 MP’s bleven weg uit protest. Er bleven nog 154 leden van het Long Parliament over dat voortaan het Rump Parliament genoemd werd. Het leger was meester van het koninkrijk. Pride’s Purge staat bekend als de enige militaire staatsgreep in de Engelse geschiedenis. Legerofficiers hadden het order gegeven dat de koning nu snel voor het gerecht moest gebracht worden. Op 18 november 1648 had generaal Henry Ireton de legerraad al overtuigd van de noodzaak om het parlement te zuiveren en de koning te berechten. Dit onderwerp leefde in het leger.
Op 6 januari 1649 keurde het Rump Parliament de verordening voor de rechtszaak van de koning goed. Ze stelden ook zonder medewerking van het Hogerhuis een nieuwe rechtbank met 135 commissioners in, het High Court of Justice. Op 20 januari 1649 begon de rechtszaak tegen de koning in Westminster Hall. De aanklager las de tenlastelegging tegen hem voor. De beschuldiging luidde dat hij verraderlijk en kwaadwillend oorlog voerde tegen zijn eigen volk, dat hij een tiran en verrader was. De koning weigerde om te pleiten. Hij erkende de autoriteit van het hof niet. Volgens hem moest hij zich onderwerpen aan een onwettelijke autoriteit. Karel I meende dat hij stond voor de ‘Freedom and Liberty of the people of England’. Op 27 januari 1649 stemden 67 rechters dat de koning ‘een tiran, verrader, moordenaar en een publieke vijand’ was die de dood verdiende ‘door het scheiden van zijn hoofd van zijn lichaam’. De koning had hoogverraad gepleegd door buitenlandse, d.w.z. Schotse en Ierse, hulp in te roepen tegen zijn Engelse onderdanen. 59 rechters ondertekenden het doodsvonnis waaronder Oliver Cromwell. Op 30 januari 1649 werd de onthoofding van Karel I uitgevoerd. De beul onthoofdde de koning met een bijl in één slag. De koning was vastbesloten om te sterven eerder dan een verdere last op zijn geweten te leggen. Karel I zocht om te sterven als een martelaar voor de monarchie. Een schok ging door het land en door heel Europa. De rechtszaak en de dood van de koning waren doorgedrukt door een strikte minderheid.

## Derde Engelse burgeroorlog (1649-51)
In deze periode rekende Cromwell af met de royalistische weerstanden in Ierland en Schotland. Karel II plaatste zich ondertussen aan het hoofd van een Schots leger van royalisten en covenanters. Hij marcheerde naar het westen van Engeland waar de royalistische gevoelens het sterkst waren. Cromwell versloeg Karel II uiteindelijk in Worcester op 3 september 1651. Karel II kon ontsnappen naar Frankrijk. De militaire suprematie lag bij het New Model Army en het parlement. De Engelse Burgeroorlog was afgelopen.

## Nabeschouwing
In de Engelse Burgeroorlog was er verzet tegen de absolutistische staat. De monarch voerde een persoonlijk bewind dat alleen aan God rekenschap verschuldigd was en door vrij gekozen ministers regeerde. Hij miskende het parlement en legde buitenparlementaire belastingen op. Hij miskende de normale rechtsprocedures, schorste wetten, legde druk op de rechterlijke macht, richtte uitzonderingsrechtbanken op en trad willekeurig op tegen zijn onderdanen. Ideologische minderheden werden vervolgd en de pers werd gecensureerd. Het parlement was niet bereid de staat aan de monarchie over te laten. Het wenste politieke medezeggenschap, controle over het belastingwezen, naleving van de bestaande wetten, respect voor de individuele vrijheden en vrijwaring van het Common law tegenover de prerogatieve rechtbanken van de koning. Achter het parlement stond een invloedrijke groep van kiezers, de welgestelden en notabelen uit de landadel en de stedelijke burgerij. 
In de Engelse Burgeroorlog was er verzet tegen de anglicaanse staatskerk. De Anglicaanse Kerk was sterk hiërarchisch gestructureerd met de koning en bisschoppen aan het hoofd en hield vast aan ceremonies en rituelen met veel pracht en praal. Dat botste met het gedecentraliseerde en sobere protestantisme. De puriteinen droomden van een protestantse gemeenschap die zou worden geleid door een geïnspireerde elite van heiligen. Ze wezen de nog veel te traditionele staatsgodsdienst af en zagen geen heil in een kerk van bisschoppen die door de koning werden benoemd. Alle priesters, bisschoppen, ceremonies en rituelen die tussen het christelijke geweten en God stonden werden door hen verworpen. De rol van de puriteinen in de opstand tegen Karel I werd radicaal. De overheersende denkrichting was het independentisme, het latere congregationalisme, waarbij de godsdienst georganiseerd werd vanuit de onafhankelijkheid van de lokale geloofsgemeenschap.  